# Квінт Марцій Барея Соран
Квінт Марцій Барея Соран (лат. Quintus Marcius Barea Soranus, ? — після 43) — політичний діяч ранньої Римської імперії,  консул-суффект 34 року.

## Життєпис
Походив з патриціанського роду Марціїв. Син Квінта Марція Барея, сенатора. Про молоді роки мало відомостей. Ще замолоду сам став сенатором. Був прихильником імператора Тиберія. У 34 році призначено консулом-суффектом разом з Титом Рустієм Нуммієм Галлом. З 41 до 43 року як проконсул керував провінцією Африка. У 43 році став членом колегії квіндецемвирів. Подальша доля невідома.

## Родина
- Квінт Марцій Барея Соран, консул-суфект 52 року.
- Квінт Марцій Барея Сура